# 浮梁県
浮梁県（ふりょう-けん）は中華人民共和国江西省景徳鎮市に位置する県。鄱江の支流、昌江が流れる。

## 行政区画
- 鎮:浮梁鎮、鵝湖鎮、経公橋鎮、蛟潭鎮、湘湖鎮、瑤里鎮、洪源鎮、寿安鎮、三竜鎮、峙灘鎮
- 郷:王港郷、荘湾郷、黄壇郷、興田郷、江村郷、勒功郷、西湖郷、羅家橋郷

## 交通

### 航空
- 景徳鎮羅家空港

### 鉄道
- 中国国家鉄路集団
  - 昌景黄線（中国語版）
    - 浮梁東駅

### 道路
- 高速道路
  - 済広高速道路
  - 杭瑞高速道路
  - S29 祁浮高速道路
- 国道
  - G206国道